# بحر مهمل
البحر المهمل في علم العروض هو البحر الشعري الذي لم يكن من بين بحور الشعر الخمسة عشر التي وضحها الخليل بن أحمد الفراهيدي مؤسس علم العروض والتي لاحظ أن شعراء العرب يكثرون استعمالها في أشعارهم، ورأى الخليل بن أحمد الفراهيدي أن كل ما زاد عن تلك البحور الشعرية الخمسة عشر هي بحور مهملة قلما استعملها العرب القدامى في أشعارهم.
وقد استحدث الشعراء المولدون في أشعارهم ستة بحور شعرية تكونت من عكس دوائر البحور إذ رأوا أن حصر الأوزان الشعرية في خمسة عشر بحراً فقط يضيق عليهم سبل القول ولا يتيح لأشعارهم أن تتأثر بالحضارة. كانت هذه البحور الستة المهملة هي ما يلي:
- بحر المُستطيل
- بحر المُمْتَدُّ
- بحر المُتَوَفِّر
- بحر المُتَّئِد
- بحر المُنْسَرِد
- بحر المُطَّرِد

## بحر المستطيل
يُطلق عليه كذلك بحر الوسيط، وهو على العكس من بحر الطويل، ويكون على وزن (مَفَاعِيلُنْ فَعُولُنْ مَفَاعِيلُنْ فَعُولُنْ) كقول الشاعر:

## بحر الممتد
يُعرف هذا البحر كذلك ببحر الوسيم، وهو على العكس من بحر المديد، ويكون على وزن (فَاعِلُنْ فَاعِلَاتُنْ فَاعِلُنْ فَاعِلَاتُنْ) كقول الشاعر:

## بحر المتوفر
استنبط هذا البحر من بحر الوافر، ويكون على وزن (فاعلاتكْ فاعلاتكْ فاعلن) في كل شطر، كقول الشاعر:

## بحر المتئد
يُعرف هذا البحر أيضًا ببحر الغَرِيبِ، وهو على العكس من بحر المجتث، ويكون على وزن (فَاعِلاتُنْ فَاعِلاتُنْ مُسْتَفْعِلُنْ) في كل شطر، كقول الشاعر:

## بحر المنسرد
يُعرف هذا البحر أيضًا ببحر القَرِيبِ، وهو على العكس من بحر المضارع، ويكون على وزن (مَفَاعِيلُنْ مَفَاعِيلُنْ فَاعِلاتُنْ) في كل شطر كقول الشاعر:

## بحر المطرد
يُعرف هذا البحر أيضًا ببحر المُشَاكِلِ، وهو على العكس من بحر المضارع مثله مثل بحر المنسرد، ويكون على وزن (فَاْعِلَاتُنْ مَفَاْعِيلُنْ مَفَاْعِيلُنْ) كقول الشاعر: